# Slingbox
Una Slingbox es un nombre comercial que se utiliza como nombre genérico de un dispositivo de flujo multimedia de Internet televisión que facilita a los usuarios el ver remotamente sus programas de cable, satélite, o grabador personal de video (PVR) desde un ordenador con una conexión de banda ancha a Internet. Requiere anchos de banda de subida suficientes para hacer el streaming de audio y vídeo con la calidad original (del orden de 1,5 Mb con compresión MPEG-4 para televisión estándar).

## Dispositivos similares
- Slingbox de Sling Media.
- SageTV Placeshifter de SageTV
- TV2Me de Ken Schaffer
- LF-PK1 LocationFree televisor de Sony
- Archos TV+ de Archos